# 古亞特嶺
80°38′S 29°27′W / 80.633°S 29.450°W
古亞特嶺（英語：Guyatt Ridge）是南極洲的山嶺，位於科茨地，屬於沙克爾頓山脈中哈斯卡德高地的一部分，處於韋奇嶺西南面，在1957年由英聯邦探險隊測量，現時由南極條約體系管理。